# الامتياز البريطاني في تيانجين
الامتياز البريطاني في تيانجين واحدٌ من حقوق الامتياز البريطانية السبع في الصين، وواحد من حقوق الامتياز الأجنبية التسع في تيانجين، وهو أول حق امتياز ممنوح، وأكثر الامتيازات نجاحًا. كان الامتياز البريطاني محاذيًا للامتيازين الفرنسيّ والألماني في الشمال الغربي والجنوب الشرقي على الترتيب، ومقابلًا للامتياز الروسي على ضفاف نهر هاي. ازدهرت المستوطنة اقتصاديًا، ويمكن للمرء اليوم مشاهدة تأثير العديد من سمات الإرث البريطاني في تيانجين.

## تاريخ

### تأسيس منطقة الامتياز
وقّعت حكومة تشينغ وبريطانيا العظمى على معاهدة تيانسين ومعاهدة بكين في 11 سبتمبر عام 1860، وفي ديسمبر من العام نفسه، أجبر الدبلوماسي البريطاني فريدريك بروس حاكم مقاطعة تشيلي على رسم حدود الامتياز المستقبلي بما يتّفق مع أحكام معاهدة بكين. افتُتح الامتياز البريطاني في 17 ديسمبر عام 1860، ووقعت المنطقة على الضفة الغربية لنهر ناي في قرية تشيجولين سابقًا، بمساحة بلغت نحو 28.26 هكتار في البداية. لهذا السبب، أطلق السكان المحليون اسم «امتياز تشيجولين» على الامتياز البريطاني والامتياز الألماني المحاذي له.

### تاريخ مبكر
تجنّب معظم رجال الأعمال البريطانيين في تيانجين شراء العقارات الواقعة في منطقة الامتياز بهدف تجنّب نفقات مثل استصلاح الأراضي، وفضّلوا استئجار أراضٍ أخرى في نطاق تيانجين. مع ذلك، شهد الامتياز نموًا سريعًا نتيجة ازدهار العلاقات التجارية الصينية البريطانية، فازداد عدد السفن التجارية البريطانية في مرفأ الامتياز المشيّد حديثًا من 51 سفينة في عام 1861 إلى 89 سفينة في عام 1869. بُني عددٌ من المكاتب الأجنبية في الامتياز بعد فترة قصيرة، مثل قنصليات بريطانيا وبروسيا والدنمارك والبرتغال وبلجيكا وغيرها، فضلًا عن حجرات البلياردو وملاعب كرة السلة والنوادي وغيرها من المنشآت الترفيهية.
وقعت حادثة أخرى أدت إلى ارتفاعٍ حادٍ في معدل الهجرة إلى الامتياز، وهي مذبحة تيانجين في عام 1870. عقب إحراق كنيسة فرنسية والقنصلية الفرنسية، ومقتل القنصل هنري فيكتور فونتاني ضربًا على يد حشد غوغائي، خشي الكثير من الأجانب العيش في المناطق الخاضعة لسلطة الصين مباشرة، وارتأوا أن مناطق الامتيازات أكثر أمانًا فهاجروا إليها. تعهّدت سلطات الامتياز البريطاني بتوسيع رصيف الميناء وبناء المزيد من المنشآت سعيًا لتحفيز النمو التجاري في المنطقة.
استخدمت حكومة بلدية تيانجين التبرعات التي تلقّتها من رصيف ميناء الامتياز لبناء طريق من الرصيف إلى مدينة تيانجين في عام 1883، ما سهّل حركة المرور بين المدينة والامتياز إلى حدّ كبير. انحدر نشاط مركز المرفأ الأصلي لتيانجين نتيجة ذلك، في حين أصبح الامتياز البريطاني مركز المال والتجارة في تيانجين. ارتفعت قيمة التجارة الخارجية لتيانجين بمعدل أربعة أضعاف، من 10 مليون تايل بين أوائل سبعينيات القرن التاسع عشر إلى 44.27 مليون تايل في سنة 1894، فعزّز ذلك النشاط الاقتصادي في تيانجين ليصبح النشاط الاقتصادي الأعلى قيمة في البلاد، وازدهر امتياز تيانجين البريطاني ليتفوّق على باقي الامتيازات البريطانية في تلك الفترة. تألق الامتياز البريطاني وتفوّق على الامتيازات الأخرى بسرعة. توقفت العلاقات التجارية الفرنسية نتيجة هزيمة فرنسا في الحرب الفرنسية البروسية وإنفاق مبالغٍ طائلة على الحروب التي شنّتها فرنسا في فيتنام والصين. لذا فقد الامتياز الفرنسي ألقه على الرغم من أنه الامتياز الوحيد القادر على منافسة الامتياز البريطاني.

### عمليات التوسع
وسّع البريطانيون نطاق الامتياز غربًا وصولًا إلى نهر تشانغ زي في 31 مارس عام 1897 عقب مفاوضات مع حكومة تشينغ، فحصل البريطانيون على أراضٍ مساحتها 1630 أكر عُرفت باسم الملحق البلدي البريطاني. دُمج الامتياز الأمريكي في تيانجين، وهو امتياز بحكم الواقع، مع الامتياز البريطاني في 23 أكتوبر عام 1902، وأُضيف إلى الأخير الملحق الجنوبي بمساحة 131 أكر. توسّع الامتياز مرة أخرى غرب نهر تشانغ زي، واكتسب البريطانيون أراضٍ إضافية مساحتها 3928 أكر في ما عُرف بالملحق القروي الإضافي البريطاني.
أعلن لي يوانهونغ في يونيو عام 1923 عن نقل حكومة جمهورية الصين إلى تيانجين، أي الامتياز البريطاني في تيانجين، وأصدر التوجيهات الرئاسية والتعيينات الرئاسية هناك، وأقام دار ضيافة لأعضاء الحكومة، فكان الامتياز البريطاني في تيانجين مقرّ رئيس جمهورية الصين لفترة من الزمن.

### النزاع البريطاني الياباني وأزمة الامتياز
حملت اليابان، عقب اندلاع الحرب الصينية اليابانية الثانية، عداءً شديدًا تجاه بريطانيا عقب إدانتها الأعمال اليابانية العدوانية وإرسالها المساعدة إلى الصين. اندلعت خلافات بين اليابانيين والبريطانيين في تلك الفترة أيضًا نتيجة عمليات التوسع العدوانية لليابان في الامتيازات التي حصلت عليها، فكانت الامتيازات الأجنبية الدولية عقبةً كبيرة أمام جهود اليابان الساعية إلى إنشاء «مجال الازدهار المشترك لشرق آسيا الكبرى». مثّل الامتياز البريطاني خصوصًا فرصة سانحة للغزو، فاحتوى الامتياز على كميات هائلة من احتياطيات الحكومة الصينية من الفضة، وكان عرضةً للنشاط السياسي المناهض لليابان تحت قيادة الكومينتانغ الناشئ حديثًا حينها. خرق الجيش الياباني المعاهدات الدولية في عام 1939، عشية الحرب العالمية الثانية، عبر غزو الامتياز البريطاني في تيانجين ومستوطنة غولانغسو الدولية في وقتٍ واحد.
تصاعدت النزاعات البريطانية اليابانية منذ سنة 1938، وفي نهاية شهر سبتمبر، اعتقلت سلطات الامتياز البريطانية سو تشينغو، وهو القائد المزعوم لعصابات الحرب المعادية لليابان بناءً على نصيحة السلطات العسكرية اليابانية. طلب الجانب الياباني من السلطات البريطانية تسليم تشينغو، لكن الجانب البريطاني أنكر وجود الدليل الكافي لإدانة تشينغو بتهمة استخدام منطقة الامتياز قاعدةً لنشاطاته المعادية لليابان. أدى التعثّر في قضية تشينغو إلى جدالات حامية في الحكومة البريطانية، فرأى السفير والقنصل البريطانيّان في تيانجين ضرورة تسليم تشينغو إلى اليابان إذا كان مذنبًا، لكنّ هذا الرأي خالفه السفير البريطاني إلى الصين ومعظم أعضاء وزارة الخارجية البريطانية، وإدارة الشرق الأقصى أيضًا، بناءً على اعتقاد مفاده أن «التصرفات اليابانية إبان حادثة تيانجين جزءٌ من سياسة «النظام الجديد» اليابانية الساعية إلى إخراج الصين من التأثير البريطاني». وقفت وزارة الخارجية البريطانية إلى جانب الرأي الأخير، ورفضت تسليم تشينغو إلى اليابانيين.
اندلعت حادثة أخرى إبان النزاع الياباني البريطاني حول تشينغو، ففي 9 أبريل عام 1939، تعرّض الناشط المشهور بتأييد اليابان تشينغ شيجينغ إلى عملية اغتيال في السينما الكبرى في شنغهاي على يد قنّاص. شغل شيجينغ منصب مشرف الجمارك في تيانجين، ومدير فرع تيانجين من المصرف التحضيري المتحد الصيني قبل وفاته. اعتُقل 4 أشخاص ضمن منطقة الامتياز البريطاني بعد الاشتباه في تورّطهم في اغتيال شيجينغ، لذا طلبت السلطات اليابانية تسليم المُشتبه بهم إلى اليابان. ناقش الجانب البريطاني مرة أخرى قضية تسليم المشتبه بهم، لكن اليابان الغاضبة أصدرت إنذارًا موجّها إلى السلطات البريطانية في تيانجين، وحذّرتها من فرض حصار ياباني على الامتياز إذا لم تسلّم المشتبه بهم خلال يومين. عرضت بريطانيا تأسيس لجنة تحقيق مشتركة بين بريطانيا واليابان والولايات المتحدة، لكن اليابان رفضت هذا المقترح وأصرّت على موقفها، وحاصرت الامتياز البريطاني رسميًا في 14 يونيو، ما أدى إلى توقّف الحياة الطبيعية في الامتياز.